# Brzezice (Mazovie)
Pour les articles homonymes, voir Brzezice.
Brzezice (prononciation : [bʐɛˈʑit͡sɛ]) est un village polonais de la gmina de Przasnysz dans le powiat de Przasnysz de la voïvodie de Mazovie dans le centre-est de la Pologne.

## Histoire
De 1975 à 1998, le village appartenait administrativement à la voïvodie d'Ostrołęka.